# Chrám Krista Spasitele (Kaliningrad)
Chrám Krista Spasitele (rusky Храм Христа Спасителя) je pravoslavný chrám v ruském městě Kaliningrad. Spravuje jej Ruská pravoslavná církev (Kaliningradsko-baltská eparchie). Chrám se nachází na Náměstí vítězství.

## Historie
Po připojení dnešní Kaliningradské oblasti k Rusku po druhé světové válce se zde nacházelo jen málo pravoslavných věřících, a tedy i pravoslavných chrámů. Německé obyvatelstvo, které zde žilo až do vystěhování na konci války, bylo převážně evangelického vyznání. Po roce 1945 se v období ateizace společnosti kostely nestavěly a ruští věřící získali jen několik obnovených bývalých německých luteránských kostelů. Nová situace po roce 1990 otevřela možnosti pro stavbu pravoslavných chrámů pro ruské obyvatelstvo. S obnovou popularity pravoslavné církve v Rusku vznikla potřeba výstavby nového chrámu. Základní kámen kostela byl položen v roce 1995 za účasti ruského prezidenta Borise Jelcina.
Chrám Krista Spasitele vznikl v letech 2004 až 2006 v moderním rusko-byzantském architektonickém stylu, který byl populární hlavně v období Ruského impéria při stavbě pravoslavných sakrálních staveb do roku 1917. Hlavním architektem chrámu byl Oleg Kopylov.

### Současnost
Chrám byl vysvěcen 10. června 2006 patriarchou Moskvy a celé Rusi Alexejem II. za přítomnosti Vladimira Putina a politických a náboženských vrcholných představitelů Ruské federace. Nejvyšší chrámová věž dosahuje výšky 73 metrů a pozlacené věže chrámu se staly dominantou města. Chrám může pojmout až 3000 věřících.